# Nordamerikanska mästerskapet i volleyboll för herrar
Nordamerikanska mästerskapet i volleyboll för herrar har spelats sedan 1969. Tävlingen arrangeras av North, Central America and Caribbean Volleyball Confederation. USA och Kubas herrlandslag i volleyboll har varit de mest framgångsrika lagen.

## Upplagor
| Säsong               | Säsong              | Podium      | Podium                  | Podium      |
| År                   | Spelplats           | Guld        | Silver                  | Brons       |
| -------------------- | ------------------- | ----------- | ----------------------- | ----------- |
| 1969 mer information | Mexico City         | Kuba        | Mexiko                  | USA         |
| 1971 mer information | Havanna             | Kuba        | USA                     | Mexiko      |
| 1973 mer information | Tijuana             | USA         | Kuba                    | Kanada      |
| 1975 mer information | Los Angeles         | Kuba        | Mexiko                  | USA         |
| 1977 mer information | Santo Domingo       | Kuba        | Mexiko                  | Kanada      |
| 1979 mer information | Havanna             | Kuba        | Kanada                  | Mexiko      |
| 1981 mer information | Mexico City         | Kuba        | USA                     | Kanada      |
| 1983 mer information | Indianapolis        | USA         | Kanada                  | Kuba        |
| 1985 mer information | Santo Domingo       | USA         | Kuba                    | Kanada      |
| 1987 mer information | Havanna             | Kuba        | USA                     | Kanada      |
| 1989 mer information | San Juan            | Kuba        | Kanada                  | USA         |
| 1991 mer information | Regina              | Kuba        | USA                     | Kanada      |
| 1993 mer information | New Orleans         | Kuba        | USA                     | Kanada      |
| 1995 mer information | Edmonton            | Kuba        | USA                     | Kanada      |
| 1997 mer information | San Juan            | Kuba        | USA                     | Kanada      |
| 1999 mer information | Monterrey           | USA         | Kuba                    | Kanada      |
| 2001 mer information | Bridgetown          | Kuba        | USA                     | Kanada      |
| 2003 mer information | Culiacán            | USA         | Kanada                  | Kuba        |
| 2005 mer information | Winnipeg            | USA         | Kuba                    | Kanada      |
| 2007 mer information | Anaheim             | USA         | Puerto Rico             | Kuba        |
| 2009 mer information | Bayamón             | Kuba        | USA                     | Puerto Rico |
| 2011 mer information | Mayagüez            | Kuba        | USA                     | Kanada      |
| 2013 mer information | Township of Langley | USA         | Kanada                  | Kuba        |
| 2015 mer information | Córdoba             | Kanada      | Kuba                    | Puerto Rico |
| 2017 mer information | Colorado Springs    | USA         | Dominikanska republiken | Kanada      |
| 2019 mer information | Winnipeg            | Kuba        | USA                     | Kanada      |
| 2021 mer information | Victoria de Durango | Puerto Rico | Kanada                  | Mexiko      |
| 2023 mer information | Charleston          | USA         | Kanada                  | Kuba        |

### Medaljörer
| Pos. | Lag                     | Guld | Silver | Brons |
| ---- | ----------------------- | ---- | ------ | ----- |
| 1    | Kuba                    | 16   | 5      | 5     |
| 2    | USA                     | 10   | 11     | 3     |
| 3    | Kanada                  | 1    | 7      | 15    |
| 4    | Puerto Rico             | 1    | 1      | 2     |
| 5    | Mexiko                  | -    | 3      | 3     |
| 6    | Dominikanska republiken | -    | 1      | -     |